# Operacija Potkova
Operacija Potkova (srpski: Операција Потковица) je naziv za navodnu masovnu kampanju etničkog čišćenja koju su srpske snage provodile na Kosovu tijekom sukoba 1998. i 1999. godine.
Policija Srbije i Vojska Jugoslavije su tijekom NATO bombardiranja SRJ 1999. godine provodile koordinirane operacije nasilja nad albanskim stanovništvom s ciljem da ga izbaci s Kosova i tako održe kontrolu Beograda nad pokrajinom. Srpske vlasti su vršile organizirana ubojstva, deportacije i masovne progone kosovskih Albanaca, uz značajnu upotrebu državnih resursa. Vladine snage su ubile na tisuće civila koji nisu bili borci, uključujući žene i djecu, šireći strah i paniku među kosovskim Albancima da bi ih natjerali na odlazak. Silovanja kosovskih djevojaka i žena su također vršena u službi etničkog čišćenja.
Hotimičnu aktivnosti srpskih snaga prouzrokovale su odlazak najmanje 700.000 albanskih izbjeglica s Kosova u kratkom razdoblju. Prema statistici UNHCR-a, ukupan broj izbjeglica s Kosova je 9. lipnja iznosio 862.979 osobe. Prognanim građanima su pogranične vlasti prilikom napuštanja zemlje oduzimale osobne dokumente i druge dokaze o državljanstvu, vršeći sustavno brisanje identiteta.
Višemjesečna kampanja ubijanja i deportacija civila je dovela do podizanja optužnice protiv Slobodana Miloševića i njegovih pomagača u udruženom zločinačkom pothvatu, kao i do suđenja srpskim političkim i vojnim vođama za ratne zločine na Kosovu.

## Vanjske poveznice
- (srp.) Optužnica za ratne zločine srpskim liderima
- (srp.) Po naređenju: ratni zločini na Kosovu (Izvješće Human Right Watch-a)
- (srp.) Kosovo: kako viđeno, tako rečeno  Arhivirana inačica izvorne stranice od 14. studenoga 2010. (Wayback Machine) (OESS-ovo izvješće)
- (engl.) Milosevic and Operation Horseshoe, The Guardian, July 18, 1999
- Operation Horseshoe (Committee on Foreign Affairs Report)
- (engl.) Kosovo: Ethnic Cleansing
- (engl.) Guardian Milosevic and Operation Horseshoe